# Edifici più alti dei Paesi Bassi

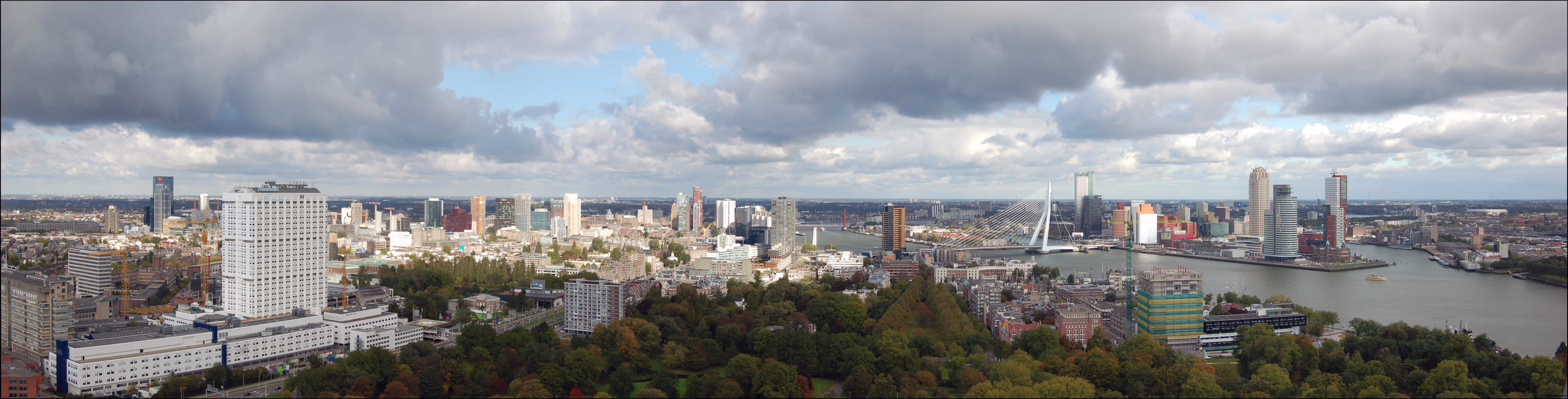
Rotterdam ospita i cinque grattacieli più alti dei Paesi Bassi.

Questa è una lista degli edifici più alti dei Paesi Bassi con altezza minima di 100 metri. Gli edifici qui elencati sono 50 di cui il più alto è il Maastoren di Rotterdam che con i suoi 164.75 metri è l'edificio più alto del paese.

## Elenco
| Pos. | Nome                                                  | Altezza  | Anno di realizzazione | Piani | Città            | Immagine |
| ---- | ----------------------------------------------------- | -------- | --------------------- | ----- | ---------------- | -------- |
| 1    | Maastoren                                             | 164,75 m | 2010                  | 44    | Rotterdam        |          |
| 2    | New Orleans                                           | 158 m    | 2010                  | 45    | Rotterdam        |          |
| 3    | Montevideo                                            | 152 m    | 2005                  | 43    | Rotterdam        |          |
| 4    | Delftse Poort                                         | 151,4 m  | 1991                  | 41    | Rotterdam        |          |
| 5    | De Rotterdam                                          | 151,3 m  | 2013                  | 45    | Rotterdam        |          |
| 6    | Torre Rembrandt                                       | 150 m    | 1995                  | 35    | Amsterdam        |          |
| 7    | Ministero dell'interno e delle relazioni con il Regno | 146 m    | 2012                  | 37    | L'Aia            |          |
| 8    | Ministero della giustizia e della sicurezza           | 146 m    | 2012                  | 37    | L'Aia            |          |
| 9    | Hoftoren                                              | 141,9 m  | 2003                  | 29    | L'Aia            |          |
| 10   | New Babylon: City Tower                               | 141,8 m  | 2013                  | 45    | L'Aia            |          |
| 11   | Westpoint Tower                                       | 141,6 m  | 2004                  | 48    | Tilburg          |          |
| 12   | World Port Center                                     | 138 m    | 2001                  | 38    | Rotterdam        |          |
| 13   | Het Strijkijzer                                       | 132 m    | 2008                  | 41    | L'Aia            |          |
| 14   | De Kroon                                              | 131 m    | 2011                  | 41    | L'Aia            |          |
| 15   | Millenium Tower                                       | 130 m    | 2000                  | 34    | Rotterdam        |          |
| 16   | FIRST Rotterdam                                       | 128 m    | 2015                  | 31    | Rotterdam        |          |
| 17   | The Red Apple                                         | 128 m    | 2009                  | 38    | Rotterdam        |          |
| 18   | WTC The Hague Toren D/E                               | 127,75 m | 2005                  | 26    | L'Aia            |          |
| 19   | Mondriaantoren                                        | 123 m    | 2002                  | 31    | Amsterdam        |          |
| 20   | Carlton                                               | 120 m    | 2010                  | 33    | Almere           |          |
| 21   | Erasmus MC                                            | 120 m    | 2012                  | 31    | Rotterdam        |          |
| 22   | Achmeatoren                                           | 115 m    | 2002                  | 28    | Leeuwarden       |          |
| 23   | De Rokade                                             | 113 m    | 2010                  | 33    | Spijkenisse      |          |
| 24   | Torre campanaria del Duomo                            | 112,5 m  | 1382                  | N/A   | Utrecht          |          |
| 25   | Erasmus MC                                            | 112 m    | 1969                  | 27    | Rotterdam        |          |
| 26   | Prinsenhof Toren D/E World Trade Center               | 110 m    | 2005                  | 25    | L'Aia            |          |
| 27   | Waterstadtoren                                        | 109 m    | 2004                  | 36    | Rotterdam        |          |
| 28   | Chiesa Nuova                                          | 108,8 m  | 1496                  | N/A   | Delft            |          |
| 29   | Blaak Office Tower                                    | 107 m    | 1996                  | 28    | Rotterdam        |          |
| 30   | Ufficio europeo dei brevetti                          | 107 m    | 2018                  | 27    | Rijswijk         |          |
| 31   | Up:Town                                               | 107 m    | 2019                  | 34    | Rotterdam        |          |
| 32   | Weenatoren                                            | 106 m    | 1990                  | 31    | Rotterdam        |          |
| 33   | 100Hoog                                               | 106 m    | 2013                  | 32    | Rotterdam        |          |
| 34   | De Coopvaert                                          | 106 m    | 2006                  | 29    | Rotterdam        |          |
| 35   | De Admirant                                           | 105 m    | 2006                  | 31    | Eindhoven        |          |
| 36   | Amsterdam Symphony (1)                                | 105 m    | 2009                  | 29    | Amsterdam        |          |
| 37   | Amsterdam Symphony (2)                                | 105 m    | 2009                  | 27    | Amsterdam        |          |
| 38   | Rabobank Bestuurscentrum                              | 105 m    | 2010                  | 27    | Utrecht          |          |
| 39   | WTC H Toren                                           | 105 m    | 2004                  | 27    | Amsterdam        |          |
| 40   | ABN-AMRO World HQ                                     | 105 m    | 1999                  | 24    | Amsterdam        |          |
| 41   | Weenacenter                                           | 104 m    | 1990                  | 32    | Rotterdam        |          |
| 42   | Castalia                                              | 104 m    | 1998                  | 20    | L'Aia            |          |
| 43   | De Hoge Heren (1)                                     | 102 m    | 2000                  | 34    | Rotterdam        |          |
| 44   | De Hoge Heren (2)                                     | 102 m    | 2000                  | 34    | Rotterdam        |          |
| 45   | Nieuw Babylon Park Tower                              | 102 m    | 2011                  | 31    | The Hague        |          |
| 46   | Alphatoren                                            | 101 m    | 2008                  | 29    | Enschede         |          |
| 47   | Schielandtoren                                        | 101 m    | 1996                  | 32    | Rotterdam        |          |
| 48   | Provinciehuis Noord-Brabant                           | 101 m    | 1971                  | 23    | 's-Hertogenbosch |          |
| 49   | StadsHeer                                             | 101 m    | 2007                  | 31    | Tilburg          |          |
| 50   | Porthos                                               | 101 m    | 2006                  | 32    | Eindhoven        |          |
| 51   | Ito-toren                                             | 100 m    | 2005                  | 25    | Amsterdam        |          |